# Забойское сельское поселение
Забойское сельское поселение — муниципальное образование в составе Славянского района Краснодарского края России. 
В рамках административно-территориального устройства Краснодарского края ему соответствует Забойский сельский округ.
Административный центр — посёлок Забойский.

## Население
| 2010  | 2012  | 2013  | 2014  | 2015  | 2016  | 2017  |
| ----- | ----- | ----- | ----- | ----- | ----- | ----- |
| 3027  | ↘2994 | ↘2966 | ↘2941 | ↘2926 | ↘2901 | ↘2893 |
| 2018  | 2019  | 2020  | 2021  | 2023  |       |       |
| ↘2890 | ↘2879 | ↘2821 | ↘2797 | ↘2762 |       |       |

## Населённые пункты
В состав сельского поселения (сельского округа) входят 3 населённых пункта:
| № | Населённый пункт | Тип населённого пункта | Население (чел.) |
| - | ---------------- | ---------------------- | ---------------- |
| 1 | Деревянковка     | хутор                  | ↘309             |
| 2 | Забойский        | посёлок                | ↗2429            |
| 3 | Солодковский     | хутор                  | ↗289             |